# Boussières
Boussières je naselje in občina v francoskem departmaju Doubs regije Franche-Comté. Leta 2006 je naselje imelo 1.052 prebivalcev.

## Geografija
Kraj leži v pokrajini Franche-Comté ob reki Doubs, 16 km jugozahodno od Besançona.

## Uprava
Boussières je sedež istoimenskega kantona, v katerega so poleg njegove vključene še občine Abbans-Dessous, Abbans-Dessus, Avanne-Aveney, Busy, Byans-sur-Doubs, Grandfontaine, Larnod, Montferrand-le-Château, Osselle, Pugey, Rancenay, Roset-Fluans, Routelle, Saint-Vit, Thoraise, Torpes, Velesmes-Essarts, Villars-Saint-Georges in Vorges-les-Pins s 16.645 prebivalci.
Kanton Boussières je sestavni del okrožja Besançon.

## Zanimivosti
- cerkev sv. Štefana iz 11. stoletja;